# Пітерс (Каліфорнія)
Пітерс (англ. Peters) — переписна місцевість (CDP) в США, в окрузі Сан-Хоакін штату Каліфорнія. Населення — 708 осіб (2020).

## Географія
Пітерс розташований за координатами 37°58′33″ пн. ш. 121°2′36″ зх. д. / 37.97583° пн. ш. 121.04333° зх. д. (37.975745, -121.043429).  За даними Бюро перепису населення США в 2010 році переписна місцевість мала площу 6,56 км², з яких 6,55 км² — суходіл та 0,02 км² — водойми.

## Демографія
Згідно з переписом 2010 року, у переписній місцевості мешкали 672 особи в 207 домогосподарствах у складі 179 родин. Густота населення становила 102 особи/км².  Було 220 помешкань (34/км²).
Расовий склад населення:
| - 79,2 % — білих - 3,0 % — азіатів - 2,2 % — корінних американців - 1,0 % — чорних або афроамериканців - 8,9 % — осіб інших рас |

До двох чи більше рас належало 5,7 %. Частка іспаномовних становила 22,8 % від усіх жителів.
За віковим діапазоном населення розподілялося таким чином: 25,3 % — особи молодші 18 років, 63,7 % — особи у віці 18—64 років, 11,0 % — особи у віці 65 років та старші. Медіана віку мешканця становила 41,5 року. На 100 осіб жіночої статі у переписній місцевості припадало 92,0 чоловіків;  на 100 жінок у віці від 18 років та старших — 88,0 чоловіків також старших 18 років.
Середній дохід на одне домашнє господарство  становив 131 198 доларів США (медіана — 112 679), а середній дохід на одну сім'ю — 153 483 долари (медіана — 114 821). 
Цивільне працевлаштоване населення становило 257 осіб. Основні галузі зайнятості: освіта, охорона здоров'я та соціальна допомога — 47,9 %, транспорт — 12,5 %, будівництво — 7,4 %, публічна адміністрація — 6,2 %.